# 同済社
同済社（동제사）は、1912年7月に中国の上海で結成された、朝鮮独立運動団体。設立者・理事長は申圭植。

## 概要
独立運動家の申圭植をはじめ、朴殷植、申采浩などが所属していた。本部は上海に設置され、北京、天津、満州などの中国地域や、欧米の各地、日本にも支部が置かれた。本部の理事長は申圭植が、総裁は朴殷植が務めた。

## 沿革
1911年に中国に亡命した申圭植は中国同盟会に加入、辛亥革命に参加し、中国側の要人と緊密な間柄となった。しかし、清国政府と中国駐在日本領事によって指名手配されたため、上海フランス租界に逃避した。
当時の上海には、朝鮮から亡命した独立運動家や、日本から渡ってきた朝鮮人留学生が多かった。申圭植は彼らを糾合し、翌年7月に同済社を組織した。表面的には上海居留朝鮮人の互助機関として活動したが、実際の目的は独立運動であった。
同済社は、朝鮮独立運動の活性化のため、青年教育に注力した。将来的に独立運動を担う青年たちを中国や欧米の学校に留学させることとし、留学予備教育・留学斡旋を行うために、上海フランス租界内に1913年12月博達学院(박달학원)を設立した。
また、中国革命との協力関係を維持するため、1912年末ごろ、中国の革命家である陳其美、宋教仁、黄介民らとともに新亜同濟社(신아동제사)を組織した。
1915年、北京の朝鮮独立運動家らと連帯して新韓革命党(신한혁명당)を結成した。新韓革命党は1917年、ストックホルム万国社会党大会に参加するために、朝鮮社会党(조선사회당)と改称された。1918年11月には、組織内の若手によって新韓青年党が結成された。
同済社は、1919年に樹立された大韓民国臨時政府の政策方向と活動において中枢的な役割を担った。
申圭植は1922年、臨時政府の内紛の末に、病床で絶食して死亡した。以降は朴賛翊が理事長職を引き受けたが、その後の活動は明らかになっていない。